# Vietnura caerulea
Genre
Espèce
Vietnura caerulea, unique représentant du genre Vietnura, est une espèce de collemboles de la famille des Neanuridae.

## Distribution
Cette espèce est endémique du Viêt Nam.

## Description
Vietnura caerulea mesure de 0,8 à 1 mm.

## Publication originale
- Deharveng & Bedos, 2000 : Vietnura caerulea new genus, new species, from Vietnam: first record of the Palaearctic tribe Neanurini in tropical Asia (Collembola: Neanuridae). Raffles Bulletin of Zoology, vol. 48, no 2, p. 209-214 (texte intégral).